# بنجامين هوف (سياسي)
بنجامين هوف هو سياسي أمريكي، ولد في 1773 في فرجينيا في الولايات المتحدة، وتوفي في 4 سبتمبر 1819 في تشيليكوث في الولايات المتحدة. نشط حزبياً في الحزب الجمهوري الديمقراطي. وقد انتخب عضو مجلس نواب أوهايو ‏.